# Sphingonaepiopsis kuldjaensis

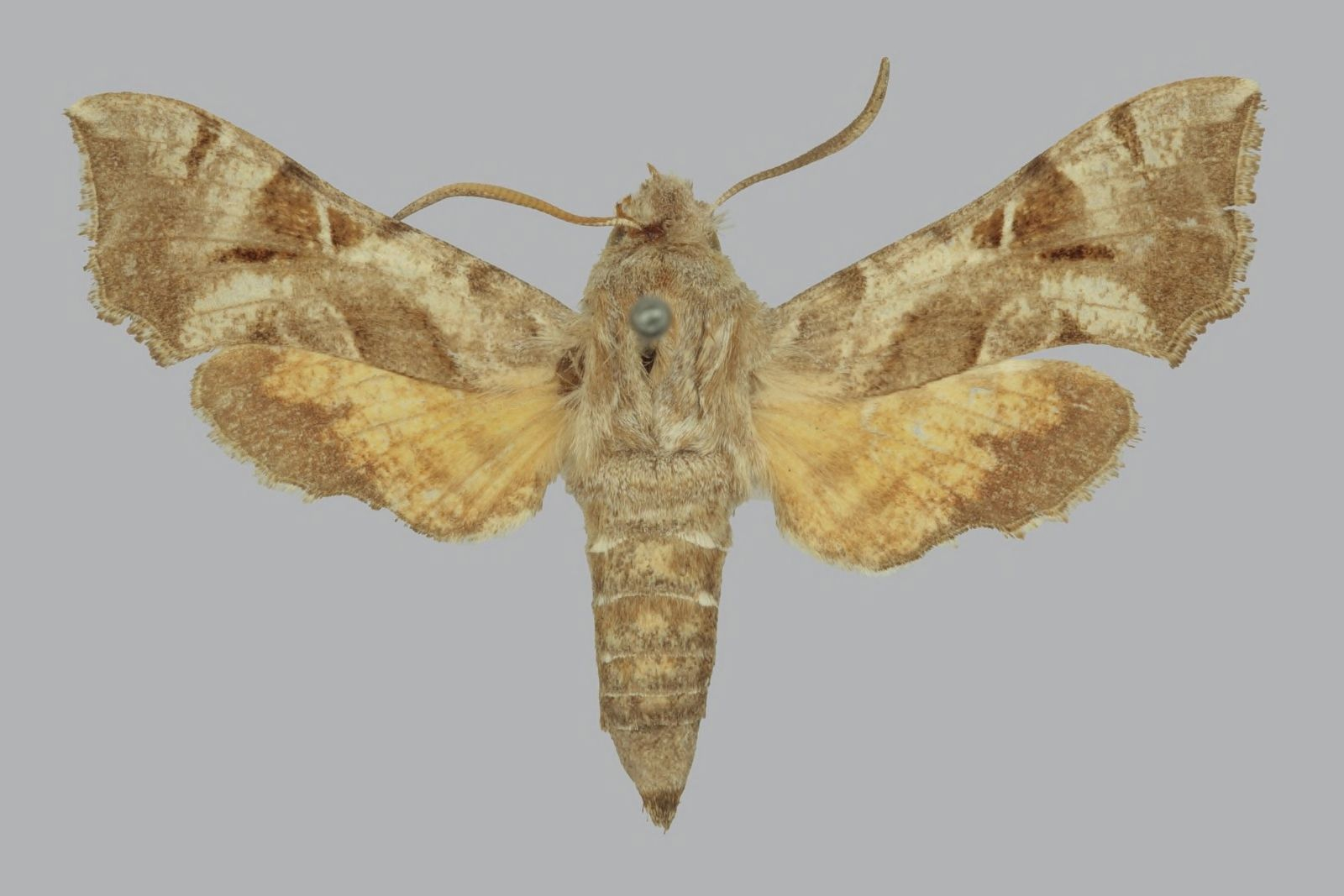
Sphingonaepiopsis kuldjaensis, Weibchen

Sphingonaepiopsis kuldjaensis ist ein Schmetterling (Nachtfalter) aus der Familie der Schwärmer (Sphingidae).

## Merkmale
Die Falter haben eine Flügelspannweite von 30 bis 34 Millimetern. Sie sehen Sphingonaepiopsis gorgoniades chloroptera ähnlich, haben jedoch kräftig orange Hinterflügel, die am Außenrand braun gerandet sind. Falter der ersten Generation haben eine graue Grundfarbe auf den Vorderflügeln, die der zweiten Generation sind heller gefärbt und haben nicht graue, sondern rötlich-braune Vorderflügel.
Die kleinen, 1,0 × 1,0 Millimeter großen Eier sind anfangs hellgrün und haben einen kräftigen perlmuttrig schimmernden Glanz, später sind sie grünlich-gelb.
Die Raupen werden 40 Millimeter lang. Sie sind nach dem Schlupf 3,5 Millimeter lang und haben eine gräulich-gelbgrüne Farbe. Nach etwa einer Stunde verdunkelt sich die Farbe zu einem graugrün mit einer schwachen, blassen Längslinie beidseits des Rückens. Der Körper ist mit schwarzen Setae und Härchen bedeckt. Das Analhorn misst 0,8 Millimeter. Im zweiten Stadium ähneln die Raupen denen der Gattung Hemaris und haben einen graugrünen Körper, einen grünen Kopf und ein gerades, schwarzes Analhorn. Sie tragen nun vom Kopf bis zum Nachschieber je eine breite, weiße ventrolaterale Binde und vom Kopf bis zum Analhorn je eine weniger kräftige Linie seitlich des Rückens. Die schwarze Behaarung wird durch blasse Tuberkel ersetzt, die in gleichmäßigen Reihen über den ganzen Körper verteilt sind. Im letzten Raupenstadium sind die Raupen bläulich-grün und haben weiße Tuberkel und ein violett-blaues Analhorn. Das kräftige Band an der Seite kann weiß oder weiß mit rotem Rand oder rosarot sein. Neben der hier beschriebenen blaugrünen tritt auch eine Farbvariante mit gelbgrüner Grundfarbe  auf. Vor der Verpuppung verfärben sich alle Raupen violett-rötlich.
Die Puppe ist 18 bis 23 Millimeter lang. Sie ist glänzend schwarz und hat am Hinterleib orange-braune Intersegmentalhäute. Die Oberfläche von Kopf und Thorax ist leicht gerunzelt und der Hinterleib ist stark punktiert. Der Saugrüssel macht eine leichte Krümmung nach vorne. Der dreieckige Kremaster ist langgestreckt. Er ist dorsoventral abgeflacht und endet in einer Doppelspitze.

## Vorkommen und Lebensraum
Die Art ist bisher aus dem Osten Kasachstans, dem Westen der Mongolei, dem westlichen chinesischen Autonomen Gebiet Xinjiang, dem Osten Usbekistans sowie aus Tadschikistan, Kirgistan und dem Osten Afghanistans bekannt.
Sie besiedelt buschige, mit zahlreichen krautigen Pflanzen bewachsene Steppen zwischen 400 Metern Seehöhe im Altai und bis zu 1250 Metern Seehöhe in Usbekistan.

## Lebensweise
Die männlichen Falter sind ab Sonnenuntergang etwa vier bis fünf Stunden aktiv, Weibchen ab dem Sonnenuntergang bis Mitternacht.

### Flug- und Raupenzeiten
Die Falter fliegen von Ende April bis Anfang Juli und in einer partiellen zweiten Generation von Anfang Juli bis Ende August. Schwerpunkt des Auftretens ist der Mai. Die Raupen findet man in Usbekistan von Mai bis September.

### Nahrung der Raupen
Die Raupen ernähren sich von Labkräutern (Galium).

## Entwicklung
Die Weibchen legen ihre Eier einzeln oder paarweise an den Spitzen von Labkrautsprossen ab. Nach etwa sieben Tagen schlüpfen die Raupen. Anfangs sind die Raupen wenig beweglich und fressen nur in langen Intervallen an den Blütenknospen oder den jungen Blättern. Die Verpuppung findet in einem locker gesponnenen Gespinst zwischen Pflanzenteilen am Erdboden statt. Die Puppe überwintert. Parasitoide der Art sind nicht bekannt.

## Belege